# Épineuil
Épineuil é uma comuna francesa na região administrativa de Borgonha-Franco-Condado, no departamento de Yonne. Estende-se por uma área de 6,22 km². Em 2010 a comuna tinha 593 habitantes (densidade: 95,3 hab./km²).